# Kragujevac
Kragujevac (srbsko Крагујевац) je industrijsko, gospodarsko, kmetijsko, kulturno in izobraževalno središče Šumadije v osrednji Srbiji in je četrto največje mesto v Srbiji, za Beogradom, Novim Sadom in Nišem. 
Mesto leži okoli 120 km južno od Beograda, ob reki Lepenici, obkrožajo ga planine Gledić, Crni vrh in Rudnik. Ob popisu leta 2002 je mesto imelo 150.000 prebivalcev, z urbano okolico 180.252. Tu so srednje in strokovne šole, gimnazija, inštitut za kmetijstvo, gledališče, muzeji in knjižnica. Univerza v Kragujevcu je bila ustanovljena leta 1976, tu je tudi sedež  šumadijske pravoslavne eparhije (Eparhija Šumadijska).

## Zgodovina
Mesto je bilo ustanovljeno v 15. stoletju. Kragujevac je bil v letih 1818−1841, med vladavino  kneza Miloša Obrenovića prestolnica kneževine Srbije, prve moderne srbske države. V tem obdobju  so tu ustanovili in zgradili prve srbske institucije in ustanove, sodišče (1820), gimnazijo (1833), tiskarno (1833), gledališče (1834), licej (1838), galerijo slik (1828), lekarno (1822), vojaško oficirsko šolo (1837) ter vojaško industrijsko šolo (1857). Leta 1834 so tu natisnili prvi srbski časopis. 

### I. svetovna vojna
Ob začetku prve svetovne vojne je bil Kragujevac upravni in vojaški center, v njem je bila rezidenca regenta Aleksandra I. Karđorđevića, glavni štab srbske vojske pa se je nahajal v stavbi sodišča.

### II. svetovna vojna
Kragujevac je bil eno najpomembnejših središč narodnoosvobodilne borbe v Srbiji. Tu so leta 1941 delovale številne diverzantske skupine, hkrati pa je velik del moškega prebivalstva odšel v partizane. Jeseni 1941 so partizani blokirali nemško garnizijo v mestu, vse zveze z drugimi mesti pa prekinili. 21. oktobra 1941 so enote nemške 717. divizije Wehrmachta iz maščevanja ustrelile večje število talcev. Starejši jugoslovanski viri so poročali o več kot 7.000 ustreljenih, medtem ko so Nemci so v svojem poročilu navedli podatek, da je bilo ustreljenih 2.300 ljudi. V novejših pa se srbski in nemški zgodovinarji strinjajo, da je bilo ustreljenih 2.778 ljudi. To je bil eden izmed največjih vojnih zločinov med drugo svetovno vojno v Kraljevini Jugoslaviji. Med ustreljenimi je bilo tudi 18 profesorjev in ravnatelj ter več kot 300 dijakov od 4. do 8. razreda gimnazije, 15 otrok mlajših od 12 let. Kraj zločina - Šumarice - je danes spominski park, z umetniško oblikovanimi spomeniki ter muzejem 21. oktober.  Mesto je bilo osvobojeno na tretjo obletnico tega zločina, 21. oktobra 1944.

## Zgodovinski spomeniki in znamenitosti
Iz obdobja kneževine so ohranjene Stara pridvorna cerkev, ki jo je dal postaviti knez Miloš Obrenović in Amidžin konak, kjer je služboval upravitelj dvora. Lepo je ohranjeno staro mestno jedro, z okoli 50 objekti, zgrajenimi med koncem 19. in začetkom 20. stoletja, v slogu secesije.

## Industrija
Metalurgija in strojegradnja ter proizvodnja orožja imajo v Kragujevcu dolgo tradicijo in segajo v čase, ko je dal knez Aleksander Karađorđević leta 1851 preseliti livarno topov iz Beograda v Kragujevac in je bil vlit prvi top leta 1853. S tem so bili postavljeni temelji industrializacije Srbije. 
V zgradbi Vojaškotehniškega inštituta so leta 1884 uredili prvo električno razsvetljavo v Srbiji. Za potrebe inštituta so leta 1854 v mestu ustanovili prvo vojaško-tehniško šolo v Srbiji.    
V obdobju po drugi svetovni vojni so na temeljih nekdanje kovinske industrije zgradili največji kompleks avtomobilske in vojaške industrije na Balkanu, tovarno orožja in tovarno avtomobilov Zavodi Crvena Zastava, ki pa je svoj konec dočakal ob razpadu skupne države, deloma je bil uničen med bombardiranjem NATO-vih sil leta 1999. Tudi druga večja podjetja v regiji se v obdobju prestrukturiranja, novih tržnih razmer in konkurence niso obdržala in danes ne delujejo več. V manjšem delu nekdanjega gigantskega zastavinega kompleksa se kljub vsemu ponovno oživlja kovinska industrija, danes tu še poteka proizvodnja v nekdanjih hčerinskih družbah slovenskih podjetij Gorenje in Unior, v manjšem obsegu tudi avtomobilska proizvodnja v Fiat avtomobili Srbija in proizvodnja orožja v Zastava Arms.

## Znane osebnosti
- Radomir Putnik, srbski general
- Jovan Ristić, srbski diplomat, politik, zgodovinar
- Dušan Simović, načelnik generalštaba Kraljevine Jugoslavije
- Marija Šerifović, srbska pevka